# 岡田敬二

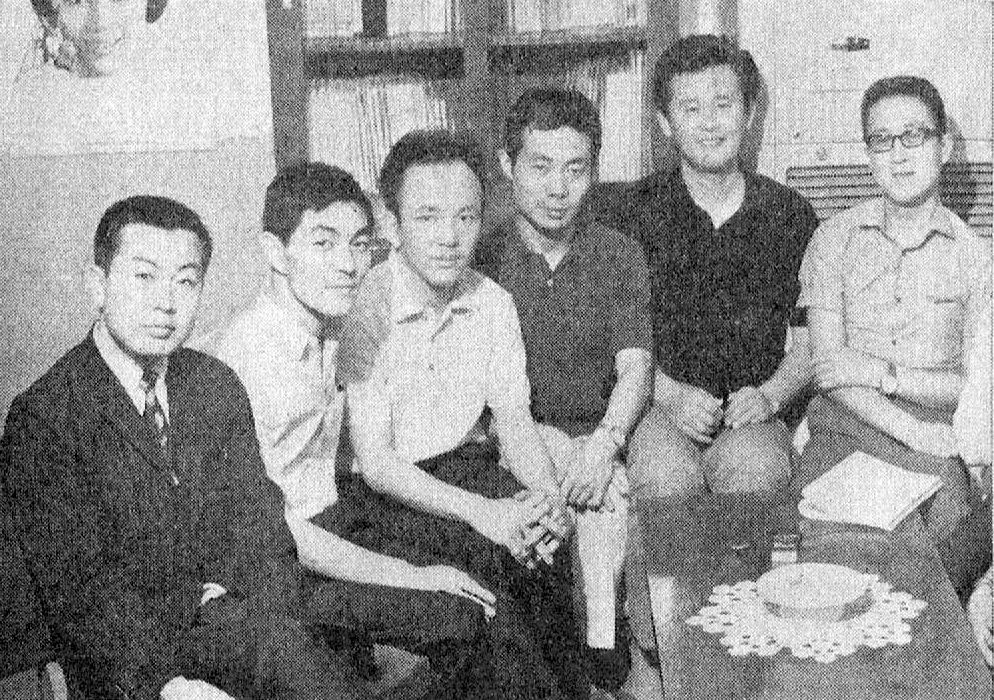
1966年撮影、左より岡田、小原弘亘、柴田侑宏、酒井澄夫、阿古健、植田紳爾

岡田 敬二（おかだ けいじ、1941年2月19日 - ）は、日本のレビュー演出家、宝塚歌劇団の演出家。東京市（現東京都港区）生まれ。
日本レビュー界の第一人者。宝塚歌劇団では近年『ロマンチック・レビュー』路線を提唱。『ロマンチック・レビュー』は最新作『GRAND MIRAGE!』を含め22本になる。

## プロフィール
1959年、東京都立大森高等学校卒業。早稲田大学第一文学部入学。
1963年、早稲田大学第一文学部を卒業後、宝塚歌劇団演出部に就職。
1967年、『若者たちのバラード』で演出家デビュー。
1974年、文化庁海外研修員として、1年間の海外留学。
1977年、『ザ・レビュー』で文化庁芸術祭大衆芸能部門2部 優秀賞を受賞。
1970年代、『青春のプレリュード』『ビューティフル・ピープル』『イフ』といったフォークソングを積極的にレビューに取り入れるなどの、実験的な作風で知られた。
1984年、『ジュテーム』を皮切りに伝統的な宝塚レビューに、独自の美学を反映させた、独自のスタイル『ロマンチック・レビュー』を提唱。宝塚大劇場にてシリーズ化。一躍日本を代表するレビュー作家となる。
1996年から2004年まで宝塚クリエイティブアーツ代表取締役社長を務める。
長年にわたり、エレガントなオリジナルレビューを演出。数多くの名場面を生み出し不動の地位を確立する。代表作として『魅惑』『ル・ポアゾン 愛の媚薬』『ダンディズム!』『ラ・カンタータ』などがある。
『アップル・ツリー』（1979年）『ディーン』（1981年）『キス・ミー・ケイト』（1988年）など、海外ミュージカルの宝塚歌劇版の演出も多く手がける。特に1993年アメリカ演劇界の第一人者　演出家トミー・チューンとの共同演出の宝塚版『グランドホテル』、『Broadway Boys』は大きな話題となる。さらに桜田淳子主演の『アニーよ銃を取れ』など、ミュージカルの演出も多数。
近年は、宝塚OGが宝塚歌劇の名曲を歌う「タカラヅカ・ノスタルジックコンサート」を定期的に開催している。

### ロマンチック・レビュー
岡田が1984年の『ジュテーム』から提唱した一連のシリーズ。宝塚歌劇団創設者・小林一三の『清く正しく美しく』のモットーと、女性だけで演じるという特殊性を生かし、美しく華やかで品位をもった作品。日本人の心の琴線に触れるような内容を持ちたいとの想いが込められている。主題歌など作曲編曲はすべて吉崎憲治が担当している。

## エピソード
趣味は競馬。エイジアンウインズは自身の宝塚歌劇作品『ASIAN WINDS! - アジアの風 -』から名付けられる。
妻は元宝塚歌劇団雪組若菜ゆきでのんのんバレエスタジオ主宰の岡田泰子。長男はテレビ演出家の岡田倫太郎

## 宝塚歌劇団での舞台作品

### 大劇場作品
- 『タカラヅカ`69』（1969年 星組）＊大劇場デビュー作
- 『青春のプレリュード』（1970年 月組）
- 『サンライズ・アゲイン』（1971年 雪組）
- 『グラン・ソレイユ』（1972年 月組）
- 『イフ…』（1973年 月組 主演：古城都）
- 『ビューティフル・ピープル』（1976年 花組 主演：安奈淳）
- 『ザ・レビュー』第一部 （1977年 雪組 主演：汀夏子 / 花組 主演：安奈淳）
- 『ボーイ・ミーツ・ガール』（1977年 月組 主演：榛名由梨）
- 『センセーション!』（1978年 雪組 主演：汀夏子）
- 『ビューティフル・シティ』（1979年 花組 主演：松あきら）
- 『ファースト・ラブ』（1981年 花組 主演：松あきら）
- 『魅惑』（1982年 星組 主演：瀬戸内美八）
- 『グラン・エレガンス』（1983年 雪組 主演：麻実れい）
- 『ジュテーム』（1984年 花組 主演：高汐巴）[注釈 2]
- 『フル・ビート』（1984年 雪組 主演：麻実れい）[注釈 3]
- 『アンドロジェニー 麗しき乙女たち』（1985年 花組 主演：高汐巴）[注釈 2]
- 『ラ・ノスタルジー』（1986年 - 1987年 月組 主演：剣幸）[注釈 2]
- 『キス・ミー・ケイト』（1988年 花組 主演：大浦みずき）＊脚色・演出
- 『ラ・パッション!』（1989年 雪組 主演：杜けあき）[注釈 2]
- 『ル・ポアゾン 愛の媚薬』（1990年 月組 主演：剣幸）[注釈 2]
- 『ナルシス・ノアール』（1991年 星組 主演：日向薫）[注釈 2]
- 『夢・フラグランス』（1992年 月組 主演：涼風真世）[注釈 4][注釈 2]
- 『グランドホテル』（1993年 月組 主演：涼風真世）＊演出のみ
- 『BROADWAY BOYS』（1993年 月組 主演：涼風真世）
- 『ラ・カンタータ』（1994年 星組 主演：紫苑ゆう）[注釈 2]
- 『ダンディズム!』（1995年 花組 主演：真矢みき）[注釈 5][注釈 2]
- 『La Jeunesse!』（1996年 雪組 主演：高嶺ふぶき）[注釈 6][注釈 2]
- 『魅惑II -ネオ・エゴイスト!-』（1997年 星組 主演：麻路さき）[注釈 2]
- 『シトラスの風』（1998年 宙組 主演：姿月あさと）[注釈 7][注釈 2]
- 『ザ・レビュー`99』（1999年 宙組 主演：姿月あさと / 花組 主演：愛華みれ）[注釈 8]
- 『Asian Sunrise』（2000年 - 2001年 花組 主演：愛華みれ）[注釈 2]
- 『Rose Garden』（2001年 - 2002年 雪組 主演：轟悠）[注釈 2]
- 『with a song in my heart』（2002年 月組 主演：紫吹淳）[注釈 9]
- 『テンプテーション! - 誘惑 -』（2003年 - 2004年 宙組 主演：和央ようか）[注釈 2]
- 『タカラヅカ・グローリー』（2004年 雪組 主演：朝海ひかる）
- 『ASIAN WINDS! - アジアの風 -』（2005年 - 2006年 花組 主演：春野寿美礼）[注釈 2]
- 『ネオ・ダンディズム! - 男の美学 -』（2006年 星組 主演：湖月わたる）[注釈 10][注釈 2]
- 『Amour それは…』（2009年 宙組 主演：大和悠河）[注釈 2]
- 『ロマンス！！（Romance）』（2016年 星組 主演：北翔海莉）[注釈 2]
- 『グランドホテル』（2017年 月組 主演：珠城りょう）＊演出のみ
- 『シトラスの風－Sunrise－』（2018年 宙組 主演：真風涼帆）[注釈 2]
- 『モアー・ダンディズム！』（2021年 星組 主演：礼真琴）[注釈 2]
- 『GRAND MIRAGE!』（2023年 花組 主演：柚香光）[注釈 2][注釈 11][8][9]
- 『愛, Love Revue！』（2025年 花組 主演：永久輝せあ）[注釈 2]

### その他の劇場の作品
- 『若者達のバラード』（1967年 星組 宝塚新芸劇場）＊演出家デビュー作
- 『アップル・ツリー』（1979年 花組 宝塚バウホール / 雪組 宝塚バウホール）＊演出のみ
- 『ディーン』（1981年・1982年 月組 宝塚バウホール・西武パルコ劇場 主演：大地真央）＊潤色・演出
- 第2回東南アジア公演（1982年）
- 『ロンリー・ハート』（1983年 星組 宝塚バウホール 主演：峰さを理）
- 『オール・フォー・ラブ』（1985年 星組 宝塚バウホール 主演：日向薫）
- 『ウォーター・フロント・ララバイ』（1989年 月組 宝塚バウホール 主演：剣幸）
- 『ディーン』（1991年・1992年 花組 宝塚バウホール・日本青年館 主演：安寿ミラ）＊潤色・演出
- 『アップル・ツリー』（1993年 花組 宝塚バウホール・日本青年館、愛知厚生年金会館 主演：真矢みき）＊演出のみ
- 『グッバイ・メリーゴーランド』（1995年 雪組 宝塚バウホール、日本青年館・ドラマシティ 主演：高嶺ふぶき）＊潤色・演出、脚本は岡田泰子
- 『ディーン』（1998年 星組 宝塚バウホール、日本青年館大ホール 主演：絵麻緒ゆう）＊潤色・演出
- 『サンライズ・タカラヅカ』（2000年 ドイツ公演 主演：紫吹淳）
- 『ル・ポアゾン 愛の媚薬II』（2011年 星組 中日劇場 主演：柚希礼音 / 花組 全国ツアー 主演：蘭寿とむ）
- 『ナルシス・ノアールII』（2013年 雪組 全国ツアー 主演：壮一帆）
- 『シトラスの風II』（2014年 宙組 中日劇場 主演：凰稀かなめ）
- 『Amour それは…』（2015年 星組 全国ツアー 主演：北翔海莉）
- 『シトラスの風III』（2015年 宙組 全国ツアー 主演：朝夏まなと）
- 『ル・ポァゾン 愛の媚薬 －Again－』（2021年 雪組 全国ツアー 主演：彩風咲奈）
- 『パッション・ダムール・アゲイン！』（2023年 星組 全国ツアー 主演：凪七瑠海）[10]

### コンサート
- 『リプライズ!』（1987年・1988年 雪組 宝塚バウホール・日本青年館 主演：平みち）
- 『エンカレッジ・コンサート』（2001年 - 2008年 宝塚バウホール・東京芸術劇場）
- 北翔海莉ビルボードライブ『Music パレット』（2015年 ビルボードライブ東京、ビルボードライブ大阪）
- 歌声をひとつに…『One Voice』（2016年 星組 宝塚バウホール 主演：北翔海莉）
- 凪七瑠海コンサート ロマンチック・ステージ 『パッション・ダムール －愛の夢－』（2020年 専科・雪組 宝塚バウホール）

### ディナーショー
- 『宝塚巴里祭2004』（2004年 雪組 宝塚ホテル、第一ホテル東京 出演：未来優希、愛耀子 他）
- 『宝塚巴里祭2008』（2008年 宙組 パレスホテル、ホテル阪急インターナショナル 出演：悠未ひろ 他）
- 涼紫央ディナーショー 『Profile－プロフィール－』（2010年 東京會舘、宝塚ホテル）
- 壮一帆ディナーショー 『Bright』（2011年 宝塚ホテル、第一ホテル東京）
- 『宝塚巴里祭2012』（2012年 専科・宙組 パレスホテル東京、宝塚ホテル 出演：北翔海莉 他）
- 北翔海莉ディナーショー 『MUSIC PALETTE』（2014年 第一ホテル東京、宝塚ホテル）
- 『宝塚巴里祭2014』（2014年 花組 パレスホテル東京、宝塚ホテル 出演：華形ひかる 他）

### イベントの構成・演出
- ’96TCAスペシャル『メロディーズ・アンド・メモリーズ』（1996年 宝塚大劇場）＊共同演出
- ’99TCAスペシャル『ハロー！ワンダフル・タイム』（1999年 宝塚大劇場）＊総指揮
- TCAスペシャル2002『DREAM』（2002年 東京宝塚劇場）＊総指揮
- 吉崎憲治オリジナルコンサート『TAKARAZUKA FOREVER』（2002年 宝塚大劇場）＊共同演出
- TCAスペシャル2005『Beautiful Melody Beautiful Romance』（2005年 宝塚大劇場）＊共同演出
- 小林一三没後50年追悼スペシャル『清く正しく美しく』（2007年 宝塚大劇場）＊監修
- 宙組誕生20周年記念イベント（2018年 宝塚大劇場）

## 宝塚歌劇団以外の舞台作品
- 北翔海莉20th『Challenger!! ザッツ北翔テイメント!!』（2018年9月21日～25日 宝塚バウホール）[11]
- 『吉崎憲治＆岡田敬二 ロマンチックコンサート』（2019年6月1日～2日 梅田芸術劇場メインホール）[12]

## 受賞歴
- 1977年 - 文化庁芸術祭 大衆芸能部門2部優秀賞（『ザ・レビュー』の演出に対して）
- 1988年 - 月刊『ミュージカル』・アーチスト部門 第4位（『キス・ミー・ケイト』の演出に対して）[注釈 12]
- 2014年 - 『宝塚歌劇の殿堂』最初の100人のひとりとして殿堂表彰[13][14]